# Francisco Antequera
Francisco José Antequera Alabau (9 de marzo de 1964, Horno de Alcedo, Valencia), más conocido como Paco Antequera es un ex ciclista español. Después de su retirada del ciclismo profesional fue el seleccionador de la selección española de ciclismo durante la época más gloriosa de la misma en los Campeonato Mundial de Ciclismo en Ruta.

## Biografía
Bajo su dirección, la selección española consiguió cuatro medallas de oro: tres de Óscar Freire (1999, 2001 y 2004) y una de Igor Astarloa (2003). Además consiguió dos medallas de plata a manos de Alejandro Valverde (2003 y 2005) y dos de bronce a manos de Alejandro Valverde (2006) y Óscar Freire (2000). 
En la prueba de contrarreloj consiguió otra plata a manos de José Iván Gutiérrez.

## Palmarés
1985
- Vuelta a La Rioja, más 1 etapa.

1989
- Vuelta a Burgos, más 1 etapa.

## Premios, reconocimientos y distinciones
- Medalla de Oro de la Real Orden del Mérito Deportivo, otorgada por el Consejo Superior de Deportes (2009)

## Equipos
- ORBEA-DANENA (1984-1985)
- Zor (1985-1986)
- BH Sport (1987-1990)
- Amaya Seguros (1991-1993)

- Datos: Q2072434